# José António dos Santos Silva
José António dos Santos Silva, conegut futbolísticament com a Zé Antonio (nascut el 14 de març de 1977 a Torres Vedras), és un exfutbolista portuguès que jugava de defensa central.